# Новаківка (зупинний пункт)
Новаківка — зупинний пункт Знам'янської дирекції залізничних перевезень Одеської залізниці. Розташований на лінії Знам'янка — Помічна між станціями Плетений Ташлик та Новоукраїнка в с. Сотницька Балка Новоукраїнського району.